# Tremplin d'Ōkurayama
Le tremplin d'Ōkurayama (en japonais : 大倉山ジャンプ競技場) est un tremplin de saut à ski situé à Sapporo au Japon. Le tremplin a été agrandi pour les Jeux olympiques d'hiver de 1972 et aussi utilisé lors des Championnats du monde de ski nordique 2007.

## Histoire
Le tremplin a été fondé en 1931. En 1970, le site du tremplin est agrandi pour porter sa capacité à 50 000 spectateurs.
Lors des Jeux olympiques d'hiver de 1972, il a accueilli la compétition de saut à ski en petit tremplin (90 mètres). À partir de 1980, le site accueille régulièrement la Coupe du monde de saut à ski.
La rénovation de 1986 a porté le point K du tremplin à 115 mètres et celle de 1996 à 125 mètres.